# 검암역 로열파크씨티 푸르지오
검암역 로열파크씨티 푸르지오(Geomam Royal PARKCITY PRUGIO)는 대우건설이 인천광역시 서구 백석동에 신축하고 있는 아파트로, 한들도시개발사업 주거지구 안에 들어선다. 사업시행자는 DK아시아와 DK도시개발이며, 대우건설이 시공한다. 이 건축물은 오는 2023년 6월 30일에 입주하였다.

## 주요 특징
이 아파트는 한들도시개발사업 내에 유일하게 지어질 아파트로 인천 서구에서 가장 유명한 아파트가 될 것이며, 높이는 지상 16층에서 40층까지 다양하며, 25개동 4,805가구의 규모로 구성되어 있다. 평수는 83 ~ 316 제곱미터의 규모로, 다양한 타입을 갖추고 있지만 1단지와 2단지로 분리되어 있다.

## 그 외
- 초기에는 텔레비전과 라디오에도 관련 광고를 송출한 적이 있다.
- 이 건물을 담당하고 있는 시행사는 하나자산신탁이다.

### 2023년 집중 호우 관련
신축 아파트 내에서의 집중호우와 관련된 피해 사례가 보고되자, 원 시공사인 대우건설은, 폭우로 인해 조경 등 주변 시설에 피해가 초래되는 등 주요한 원인이 설계 및 시공 과정상 오류가 있었던 것으로 보고되어 있다.

## 같이 보기
- 푸르지오